# Adian Torop
Adian Torop is een bestuurslaag in het regentschap Labuhan Batu Utara van de provincie Noord-Sumatra, Indonesië. Adian Torop telt 2261 inwoners (volkstelling 2010).